# Dalbergia oliveri
Espèce
Synonymes
- Dalbergia laccifera Laness.[1]
- Dalbergia prazeri Prain[1]

Statut de conservation UICN

 EN A1cd : En danger
Dalbergia oliveri est une espèce de plantes à fleurs de la famille des Fabaceae.

## Publication originale
- Journal of the Asiatic Society of Bengal. Part 2. Natural History 66: 451. 1897.